# AF Brew
AF Brew — российский крафтовый производитель пива и безалкогольных напитков. Компания основана в 2012 году в Санкт-Петербурге.

## История

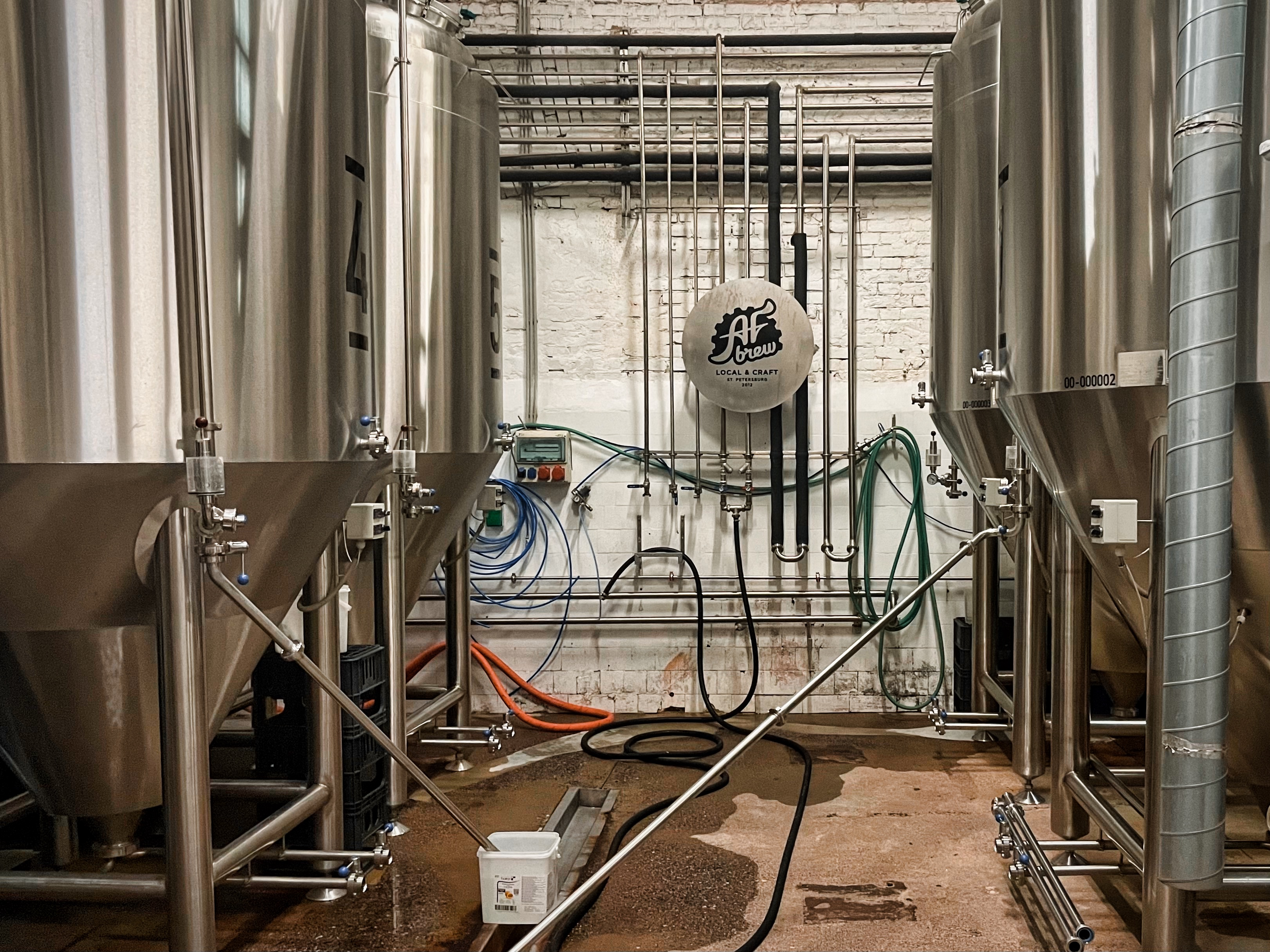
Производство AF Brew в Санкт-Петербурге

Компания основана Никитой Филипповым, Дмитрием Булдаковым (сотрудники экскурсионно-выставочной группы компании «Балтика») и Артемом Кольчуковым на основе модели бизнеса шотландской пивоварни BrewDog. В апреле 2012 года они основали пивоварню AntiFactory Brew (AF Brew).
И в начале 2015 года AF Brew открыла свой первый бар Redrum, затем пиццерию Camorra. В 2015 году от продаж пива в своих заведениях AF Brew получала 10 % выручки.
До 2016 года AF Brew работала как контрактная пивоварня, то есть на чужих мощностях. В 2016 году компания запускает постоянное производство крафтового пива, вложив в него 40 млн рублей. Для этого компани арендовала 700 м2 на территории бывших бродильно-лагерных отделений пивоваренного завода «Степан Разин» в Санкт-Петербурге. В этом же году компания открыла третий бар на территории завода.
В 2019 году компания открыла направление Symbiotica, которое будет производить различные безалкогольные напитки, включаю комбучу. В феврале 2019 года пиво AF Brew стало экспортироваться в Финляндию и поступило в магазины Alko. В том же году продукция компании стала доступна в магазинах сети «Лента». С лета 2019 года компания проводит ежегодный летний пивной фестиваль Lobotomy Day.
На 2016 год ежемесячный объём производства пива составлял 38 тонн. На 2019 год объём составляет 84 тонны пива в месяц.